# Granny 3
Granny 3 är ett indie-skräckspel som är utvecklat och publicerat av DVloper och släpptes 3 juni 2021 på Android och 22 Augusti 2021 på Windows.
Spelaren spelar som en obeväpnad person inlåst i ett hus omringat av en vallgrav och en tegelmur. Spelet går ut på att man ska rymma från huset genom att hitta nycklar, låsa upp dörrar och andra saker samtidigt som Granny och Grandpa jagar spelaren. Man har fem dagar på sig att klara det och om man inte gör det visas en filmsekvens där Granny eller Grandpa mördar spelaren. Man kan använda inredningen för att gömma sig. Spelet har 5 olika svårhetsgrader: Extremt, Svårt, Normalt, Lätt och Övning. Om man spelar i Övningsläge är man i huset utan Granny och Grandpa och man har möjlighet att prova olika saker och utforska utan större svårigheter. Granny 3 är det enda spelet i serien där Slendrina har en aktiv roll i spelets handling. I de tidigare spelen, Granny och Granny: Chapter Two, förekommer hon endast som ett dolt inslag, ett så kallat easter egg, som spelaren endast kan stöta på under specifika omständigheter.
Till skillnad från spelets två föregångare släpptes Granny 3 aldrig på App Store. Enligt utvecklaren berodde detta på att App Store tyckte att spelet bröt mot deras regelverk.
Spelet är en uppföljare till Granny: Chapter Two som släpptes 2019.
På Google Play har spelet laddats ned över 100 miljoner gånger.